# Castro de Castillo
El Castro de Castillo es un Bien de Interés Cultural de Cantabria, con la Categoría de zona arqueológica declarado por Decreto 39/2004, de 29 de abril. Se encuentra en Prellezo, dentro del término municipal de Val de San Vicente.
El Castro de Castillo se encuentra en la rasa litoral occidental de Cantabria, sobre un promontorio marino denominado «Castillo», cuyo punto extremo que se interna en el mar es la denominada «Punta de la Garita». El lugar está unos ochocientos metros al norte del pueblo de Prellezo (Ayuntamiento de Val de San Vicente). El promontorio tiene forma de península y lo flanquean al oeste la ensenada de la Mina y por el este la ensenada de la Ballena, en la que desemboca un pequeño arroyo. La mayor parte del perímetro del promontorio está delimitado por pronunciados acantilados que caen directamente sobre el mar. Los únicos puntos accesibles del mismo son el istmo por el que se comunica con tierra firme por el sur y una parte de la ladera sudeste que desciende hacia la ensenada de la Ballena. La cota más alta de la península se alza a 53 m s. n. m. En el interior de esta península hay una amplia zona llana de cerca de dos hectáreas. 
El horizonte visual alcanza por el oeste toda la costa asturiana hasta más allá de Llanes, quedando oculta una pequeña parte de la desembocadura del Deva en Tina Mayor por el saliente marino formado por la zona de Pechón (Cantabria). Hacia el este la costa inmediata queda tapada por las puntas que preceden al saliente que culmina en la Punta del Morro o de Berellín. Las estructuras defensivas de este enclave castreño, a base de grandes murallas y terraplenes con fosos de gran entidad, corresponden al tipo de fortificaciones características de los castros marítimos de Asturias situados en similares promontorios marítimos. En el istmo de entrada dispone de un imponente sistema defensivo a base de una gran muralla cuyo potente derrumbe cubierto de césped todavía alcanza una altura de 10 metros. Esta muralla
ha sido cortada por una pista moderna en el extremo oeste del istmo, que es donde parece que se encontraba la puerta. El corte permite ver un núcleo interno a base de tierra y piedra con bloques de mayor tamaño en los bordes que parecen corresponder al lienzo externo. Desde la puerta la muralla continúa unos metros cerrando la ladera sudoeste que cae sobre la ensenada de La Mina. En la cima de la parte frontal de la muralla que cierra el istmo
por el sur son visibles afloramientos del derrumbe de piedra caliza. Este tramo de muralla frontal mide 45 metros de largo, descendiendo otros 28,30 metros por la ladera sudeste para enlazar con las otras líneas de murallas existentes en esta zona. Originalmente la cima de la muralla frontal parece haber tenido unos 4,90 metros de grosor.
Cerca de la puerta es visible un ensanchamiento de 10 metros de largo por 4,10 metros de ancho que parece corresponder a un bastión o torreón. A los pies de la parte frontal de la muralla principal que cierra en el istmo es visible un gran foso de 6 metros de anchura reforzado por un contrafoso exterior de entre 4,90 y 5 metros de anchura (el conjunto de muralla, foso y contrafoso alcanza unos 17 metros de anchura), defensas cuya complejidad y magnitud son poco habituales en los castros conocidos de los valles del interior.
La muralla frontal llega hasta la ladera este que desciende a la ensenada de la Ballena. En este punto toma dirección norte hasta los afloramientos rocosos para cerrar el acceso por esta pendiente, más accesible que la del oeste, recorriendo un tramo de 133 metros de largo. Bajo esta línea defensiva existen otras dos líneas de murallas. La intermedia tiene 50 metros de largo y un potente talud de 13 metros de altura. La inferior tiene un recorrido de 51 metros de largo.
Entre estas líneas de muralla de la ladera este parece existir un camino de entrada al castro que sube en zigzag entre las líneas defensivas. Del extremo norte de estas líneas de murallas que cierran la ladera de la ensenada de la Ballena bajan perpendicularmente a las mencionadas estructuras defensivas dos grandes alineamientos paralelos que llegan hasta la misma ensenada y que forman un pasillo de unos 11 metros de anchura. En esta ensenada desemboca un pequeño arroyo que es el punto de abastecimiento de agua más cercano al castro. El interior del castro dispone de amplias zonas llanas que culminan en una zona más alta en el extremo nordeste que forma una especie de acrópolis. Una parte del interior de la península fue parcialmente reutilizada en otras épocas para labores agrícolas. Con estas últimas parece que deba relacionarse el talud murado existente en el centro de la península en dirección norte sur. Existen otras estructuras adosadas a los afloramientos rocosos situados hacia el interior, detrás de la muralla principal, a base de muros de piedra trabados a hueso cuya finalidad agrícola no parece clara y que pudieran corresponder a la ocupación castreña.